# قانون عرضه
قانون عرضه یکی از قواعد علم اقتصاد است که بیان می‌کند اگر قیمت یک کالا افزایش یابد، میزان عرضهٔ آن نیز افزایش خواهد یافت و با کاهش قیمت یک کالا میزان عرضهٔ آن نیز کاهش می‌یابد. به بیان دیگر قیمت کالا و میزان عرضهٔ آن رابطهٔ مستقیم دارند. میزان تقاضا در این تعریف به میزانی از کالا گفته می‌شود که عرضه‌کنندگان می‌خواهند و می‌توانند تولید کنند و با قیمت معینی به فروش رسانند. شیب رو به بالای منحنی عرضه نمایانگر قانون عرضه است.

## فرض‌ها
در قانون عرضه فرض می‌شود که موارد زیر ثابت هستند:
1. درآمد خریداران و فروشندگان
2. عادت‌های خریداران و فروشندگان
3. هزینهٔ تولید
4. فن و تکنیک تولید
5. شرایط و زمان

## دلیل برقراری
اگر قیمت کالایی افزایش یابد، نشانگر این خواهد بود که تولید و فروش آن سودزا است که باعث می‌شود فروشندگان و تولیدکنندگان، فروش و تولیدشان را بیشتر کنند و برعکس. این قانون را می‌توان با استفاده از برنامهٔ عرضه و منحنی عرضه نیز توضیح داد.

## استثناهای قانون عرضه
قانون عرضه در مورد اکثر تولیدات درست است، اما در جایی که امکان تولید بیشتر وجود نداشته باشد، صادق نخواهد بود. به چنین مواردی استثناهای قانون عرضه گفته می‌شود از جملهٔ این استثناها می‌توان به محصولات کشاورزی اشاره کرد که تولید آن‌ها را نمی‌توان از حد معینی افزایش داد، یا کالاهای هنری که عرضه‌شان را نمی‌توان به سادگی افزایش یا کاهش داد، کالاهای مزایده‌ای نیز به علت اینکه تولیدشان را نمی‌توان افزایش یا کاهش داد از قانون عرضه تبعیت نمی‌کنند. همچنین در جایی که امید به تغییر قیمت کالا در آیندهٔ نزدیک وجود داشته باشد قانون صادق نخواهد بود، برای نمونه اگر قیمت کالایی افزایش یابد و انتظار برود در آیندهٔ نزدیک نیز این افزایش قیمت ادامه خواهد داشت، آن‌گاه عرضه کاهش می‌یابد زیرا تولیدکنندگان و فروشندگان به ذخیره‌سازی محصول متمایل می‌شوند. این قانون تنها بیانگر شرایط آماری است و عوامل دیگر مؤثر در عرضهٔ یک کالا را در نظر نمی‌گیرد، برای نمونه قیمت، هزینه و فن تولید، عوامل طبیعی، حمل و نقل و ارتباطات، امید و سیاست‌های مالیاتی از این دسته‌اند. قانون عرضه بر عرضهٔ نیروی کار در کشورهای توسعه‌نیافته نیز حکم‌فرما نیست و اگر نرخ حقوق افزایش یابد تعداد کارگران کم می‌شود زیرا کارگران با میزان کار کمتر احساس رضایت خواهند کرد.

## کشش عرضه یا حساسیت عرضه
قانون عرضه تنها یک معیار کیفی است که مشخص می‌کند با افزایش قیمت، عرضه نیز افزایش می‌یابد، اما میزان و کمیت این افزایش را مشخص نمی‌کند. به‌طور مشخص، معلوم نمی‌کند که یک تغییر معین در عرضه، تا حد بر روی تقاضا تأثیرگذار خواهد بود. این موضوع را با استفاده از مفهوم کشش عرضه یا حساسیت عرضه مشخص می‌کنند که یک بیان ریاضی از قانون عرضه است.

### کتابشناسی
- Arnold, Roger A. (2010). Microeconomics [With Access Code] (به انگلیسی). Cengage Learning.
- Kumar, Arun; Sharma, Rachana (1998). Managerial Economics (به انگلیسی). Atlantic Publishers & Dist.